# Menziken
Menziken é uma comuna da Suíça, no Cantão Argóvia, com cerca de 5.477 habitantes. Estende-se por uma área de 6,38 km², de densidade populacional de 858 hab/km². Confina com as seguintes comunas: Beinwil am See, Beromünster (LU), Burg, Gunzwil (LU), Pfeffikon (LU), Reinach, Rickenbach (LU).
A língua oficial nesta comuna é o Alemão.